# Réserve naturelle de Stabbursnes
La réserve naturelle de Stabbursnes est une réserve naturelle norvégienne située  dans la commune de Porsanger, comté de Finnmark. Stabbursnes est un grand delta composé de sable et de gravier qui débouche dans le  Porsangerfjord. La réserve a, depuis 2002, le statut de site Ramsar, en raison de son importance pour les oiseaux migrateurs.
La réserve a été créée en 1983 afin de préserver la flore littorale particulièrement bien développée à cet endroit . 
Il y a de grandes plages et des grèves à la fois au nord et au sud de la pointe. L'intérieur des fjords du  Porsangerfjorder est l'un des plus importants habitats en zone humide pour les oiseaux en Norvège.
On compte à cet endroit de vastes zones avec des plantes capables de résister au sel et des plantes arctiques.
On trouve des oies, des canards qui y font leur  mue en été, les eiders à duvet y passer l'hiver, tandis que plusieurs espèces différentes  au cours du printemps : sarcelle, canard colvert, canard siffleur, oie des moissons et oie naine. Particulièrement remarquable est le grand nombre de bécasseaux maubèches,  30 000 individus ont été observés lors d'une migration
Le parc national de Stabbursdalen est situé à proximité de la réserve. 